# 名古屋ジョークタウン事件
名古屋ジョークタウン事件は1994年、日本で販売されていた英和辞典に"愛知県名古屋市が嘲笑の的になる町"として記載されていたことに英語講師が抗議し、なおかつ名古屋市にも要請をして出版社が公式謝罪した事件。

## 概要
当時、愛知県立千種高等学校で英語科を担当していた日本人男性嘱託講師は新しい英和辞典が発売されると植物を表す名詞に誤りがないかチェックする習慣を持っていた。1993年12月、その年11月に刊行されたばかりの「ランダムハウス英和大辞典」第二版第一刷（小学館）を入手して早速、チェックし始めた。するとたまたま見かけた名詞「joke town」の説明に「冗談の的になる町 ▶東京でいうと名古屋,Los AngelesならばBurbank など」と書かれているのに気付いた。この単語は第一版には無く、第二版で初めて採用された単語だった。
男性講師は「名古屋が冗談の対象になっている。初版から十数年愛用しているがここだけは許せない」と憤り、「テレビや小説などで名古屋をからかうのは構わないが、辞書のような権威ある書物に書くべき説明ではない、利用者が名古屋を嘲笑の対象となっている町として理解し、名古屋を見下すようになる」として、小学館に抗議文を送付し「第二版第一刷の販売停止と回収」ならびに「第二刷では名古屋を嘲笑するような解説を載せないこと」を求めた。
1994年1月24日、男性講師は「市民の間にも問題提起したい」と考え、「小学館への販売停止・回収要請」のみならず「小学館に市民への謝罪文を市広報紙に掲載するよう要請せよ」と名古屋市長（当時）の西尾武喜宛に申し入れた。その後名古屋市も小学館に抗議書を送付した。
抗議を受け、小学館の辞典第二編集部長は「一部報道に誤解があるようだが、Burbankは大都市Los Angelesに比べ、平凡で特色もない近郊住宅衛星都市であることから、ユーモアをこめてjoke townと呼ばれる。この語は決してその町を軽蔑するような意味ではなく、ある種の愛情を込めた表現。有名な司会者Johnny Carsonが『Beatiful downtown,Burbank』とよく言っていたものだ」と解説しつつ、「名古屋に不快感を持つ人がいたことは申し訳ない。日米で文化背景は異なる。日本の例を出したのは間違いだった」と釈明、小学館は1994年2月発売開始の「第二版第二刷」から「東京でいうと名古屋」の一文を削除をする、と決めた。
これに対し名古屋市は「削除するならば、特に動くことはない」と発し、一連の騒動もここに幕引きとなった。
なお小学館にかかってきた本件関係の一般人からの電話は3本で、そのすべてが「名古屋市民」と称するもので、うち2本は講師同様の苦情、残る1本は「削らないで」というものだった。
この騒動からほどなく、西尾は中日新聞のインタビュー記事において「ある英和辞典には"joke town"と紹介されたり『サラリーマンの好きな都市』調査でもビリにされるなど、名古屋は"いじめられっ子"だ」と言った。

## 小学館ランダムハウス英和大辞典 第一版と第二版
第一版の当辞典は米国ランダムハウス社が1966年に発刊した「Random House Webster's Unabridged Dictionary」のfirst editionを1973年、日本の小学館がそのまま日本語に訳した"翻訳辞典"であったから日本人利用者に不便な点もあった。1982年に至り、ランダムハウス社は社会情勢と英語の変容を受け「Random House Webster's Unabridged Dictionary」を改訂しsecond editionを刊行した。当記事にある「ランダムハウス英和大辞典　第二版」とはかかるsecond editionを初版のごとき翻訳辞典に終わらせず、日本人利用者に不便な点を編纂者の手により「思い切って独自の改良を加え」（ラ英和大辞典　第二版まえがきより）られて1993年日本での刊行をみたものである。この独自の改良には初学者に和製英語と誤解されがちな"dance party"を見出し語化するなどの改良があった一方で、「joke town...名古屋」のごとき勇み足も混じりこんでしまったのである。